# Нидерланды на «Евровидении-1998»
Нидерланды участвовали в сорок третьем выпуске телевизионного конкурса Евровидение-1998, который состоялся 9 мая в Бирмингеме, Великобритания. Страну представляла певица Эдсилия Ромбли с фанк-песней Hemel en aarde ("Небо и земля"), написанной Эриком ван Теном и Йохемом Флюитсмой. Ван Тен и Флюитсма ранее уже писали песню от Нидерландов на Евровидение - Vrede в исполнении Рут Джакотт в 1993 году. По итогам голосования, Эдсилия Ромбли заняла четвёртое место из 25, набрав 150 баллов. Это был первый крупнейший результат Нидерландов на Евровидение после победы в 1975 году. Таким образом, Hemel en aarde стала предшественницей нидерландской заявки на Евровидение-1999 One Good Reason в исполнении Марлейн. Конкурс был показан NOS на канале NPO 2 с комментариями Виллема ван Бёйскома. Глашатаем от Нидерландов была представительница страны на Евровидение-1965 Конни ван ден Бос.

## Предыстория
К моменту своего участия в конкурсе 1998 года Нидерланды выступали на Евровидение 39 раз с момента проведения самого первого конкурса в 1956 году, где страна была одной из семи оригинальных стран-участниц. За это время Нидерландам удалось четырежды выиграть: в 1957 году с песней Net als toen в исполнении Корри Броккен, в 1959 году с песней Een beetje в исполнении Тедди Схолтен, в 1969 году в результате четверной ничьи с песней De troubadour в исполнении Ленни Кур, и, наконец, в 1975 году с песней Ding-a-dong в исполнении группы Teach-In. Страна также четырежды выступала в качестве организатора Евровидения: в 1958 году в Хильверсюме, в 1970 году в Амстердаме, в 1976 году в Гааге, и, наконец, в 1980 году в Гааге, после того, как Израиль, страна-победитель предыдущего выпуска отказалась по финансовым причинам от организации конкурса у себя. Самый худший результат Нидерландов - последнее место, на котором страна оказалась в последний раз в 1968 году. На конкурсах 1962 и 1963 годов Нидерланды также финишировали последними, получив ноль баллов. На Евровидение-1997 гёрл-группа Mrs.Einstein с песней Niemand heeft nog tijd заняла 22-е место, набрав только 5 баллов.

## До «Евровидения»

### Nationaal Songfestival 1998
Нидерландская телекомпания Nederlandse Omroep Stichting (NOS) с 1956 года отвечает за организацию отбора заявки на Евровидение и дальнейшую трансляцию конкурса. В разные годы вещатель использовал как внутренний отбор, так и национальный финал под названием Nationaal Songfestival для выбора артиста, песни или и того, и другого. В 1997 году NOS организовал Nationaal Songfestival для выбора песни, в то время, как исполнитель, группа Mrs.Einstein, была выбрана внутри телекомпании. Из-за неудачного участия группы на Евровидении, NOS объявил, что национальный отбор будет проводиться как среди песен, так и среди исполнителей.
Nationaal Songfestival 1998 состоялся 8 марта 1998 года в Конгресс-центре Амстердама. Ведущими были Пауль де Лёйв и Линда де Моль. Из 107 заявок, поступивших NOS, только восемь было представлено на национальном отборе. Четыре из них пришли через открытую подачу, а остальные четыре поступили от известных голландских композиторов, привлечённых вещателем к работе. Победитель определялся посредством сложения голосов жюри, состоящего из восьми членов и голосов телезрителей. Среди членов жюри была трёхкратная представительница Нидерландов на Евровидение, Сандра Ремер (1972, 1976 и 1979).
| Порядковый номер | Исполнитель                             | Название песни             | Голоса жюри | Голоса телезрителей | Всего | Место |
| ---------------- | --------------------------------------- | -------------------------- | ----------- | ------------------- | ----- | ----- |
| 1                | Сильвия Самсон                          | Mijn wens voor 2000        | 28          | 10                  | 38    | 7     |
| 2                | Фредерик Шпигт                          | Mijn hart kan dat niet aan | 49          | 21                  | 70    | 3     |
| 3                | Марко Марле                             | Hou me nu maar vast        | 9           | 20                  | 29    | 8     |
| 4                | Райан ван ден Аккер и Лон ван Розендаль | Over                       | 17          | 31                  | 48    | 5     |
| 5                | Эдсилия Ромбли                          | Hemel en aarde             | 57          | 81                  | 138   | 1     |
| 6                | Нубия                                   | Ze kwamen overzee          | 14          | 51                  | 65    | 4     |
| 7                | Нурлайла                                | Alsof je bij me bent       | 49          | 35                  | 84    | 2     |
| 8                | Клаудия Нельсон                         | Zintuigen                  | 33          | 7                   | 40    | 6     |

## На «Евровидении»
Согласно правилам конкурса Евровидение-1998 к участию допускаются страна-победительница прошлого выпуска, 18 стран, имеющих высокий средний балл по итогам прошлых пяти конкурсов и те страны, которые не участвовали в предыдущем выпуске, но транслировали его. Средний балл Нидерландов составлял 44,75, вследствие чего страну допустили к участию. Перед началом конкурса Би-би-си сообщила, что букмекеры поставили нидерландскую заявку на первое место, наряду с Великобританией, Бельгией, Мальтой и Швецией, как фаворита на победу. В Бирмингеме Ромбли выступала под номером 18, между Кипром и Швецией. По итогам голосования она заняла четвёртое место из 25, набрав 150 баллов, включая 12 баллов от Бельгии и Венгрии. Это был первый крупнейший результат Нидерландов на Евровидение после победы в 1975 году. В 1998 году страны-участницы конкурса перешли к процедуре телеголосования. 12 баллов нидерландские телезрители присудили Германии. Дирк Баккер был дирижёром во время исполнения нидерландской заявки.

### Голосование
| Очки      | Страна                                                 |
| --------- | ------------------------------------------------------ |
| 12 баллов | - Бельгия - Венгрия                                    |
| 10 баллов | - Великобритания - Ирландия - Хорватия                 |
| 8 баллов  | - Греция - Израиль - Норвегия - Швеция                 |
| 7 баллов  | - Мальта - Португалия - Турция - Финляндия - Швейцария |
| 6 баллов  | - Германия - Словакия                                  |
| 5 баллов  | - Польша - Франция                                     |
| 4 балла   | - Испания                                              |
| 3 балла   | - Македония                                            |
| 2 балла   |                                                        |
| 1 балл    |                                                        |

| Очки      | Страна         |
| --------- | -------------- |
| 12 баллов | Германия       |
| 10 баллов | Бельгия        |
| 8 баллов  | Мальта         |
| 7 баллов  | Великобритания |
| 6 баллов  | Израиль        |
| 5 баллов  | Швеция         |
| 4 балла   | Хорватия       |
| 3 балла   | Норвегия       |
| 2 балла   | Эстония        |
| 1 балл    | Турция         |